# Svobodni občinski konzorcij Sirakuze
Svobodni občinski konzorcij Sirakuze (v italijanskem izvirniku Libero consorzio comunale di Siracusa [sirakùza]) je ena od devetih upravno-ozemeljskih enot italijanske dežele Sicilije. Nadomestil je pokrajino Sirakuze (provincia di Siracusa) po ukinitvi sicilskih pokrajin leta 2015.
Zavzema tudi otoke Ortigia, Augusta in Capo Passero. Meji na severu z metropolitanskim mestom Catania, na vzhodu z Jonskim morjem, na jugu s Sredozemskim morjem (Sicilska ožina) in na zahodu z občinskim konzorcijem Ragusa in metropolitanskim mestom Catania.

## Večje občine
Glavno mesto je Sirakuze, ostale večje občine so (podatki 30.06.2008):
| Občina   | Prebivalcev |
| -------- | ----------- |
| Sirakuze | 124.016     |
| Augusta  | 34.062      |
| Avola    | 31.679      |
| Lentini  | 24.036      |
| Noto     | 23.673      |
| Floridia | 22.600      |
| Pachino  | 21.731      |
| Rosolini | 21.581      |

## Naravne zanimivosti
Občinski konzorcij Sirakuze ima na Siciliji največ zaščitenega ozemlja. Razen tega so v teku priprave za ustanovitev narodnega parka Monti Iblei in za zaščito polotoka Capo Passero. Slednje področje še ni prejelo ustreznih dovoljenj, ker so se njegovi lastniki pritožili proti razlastitvi posesti.
Seznam zaščitenih področij v pokrajini:
- Naravni rezervat Oasi Faunistica di Vendicari (Riserva naturale Oasi Faunistica di Vendicari)
- Naravni rezervat Grotta Monello (Riserva naturale integrale Grotta Monello)
- Naravni rezervat Grotta Palombara (Riserva naturale integrale Grotta Palombara)
- Naravni rezervat Cavagrande del Cassibile (Riserva naturale Cavagrande del Cassibile)
- Naravni rezervat Pantalica, Valle dell'Anapo e Torrente Cava Grande (Riserva naturale orientata Pantalica, Valle dell'Anapo e Torrente Cava Grande)
- Mokrišče Fiume Ciane e Saline di Siracusa (Riserva naturale Fiume Ciane e Saline di Siracusa)
- Mokrišče Saline di Priolo (Riserva naturale orientata Saline di Priolo)
- Morski rezervat Plemmirio (Area Marina Protetta del Plemmirio)

## Zgodovinske zanimivosti
V bogati zgodovini Sicilije gotovo izstopa področje današnje pokrajine, na katerem sta se v osmem stoletju pr. n. št. razvili dve večji mestni državi, Sirakuza in Leontini (današnji Lentini). Sirakužani so v kratkem času podjarmili vso okolico razen Leontinija, ki se je v stiski zavezalo z Atenami. Sledila je dolga vojna, ki se je zaključila z mirovnim dogovorom leta 424 pr. n. št. Čeprav Sirakuza ni bila v vojaški premoči, je zmagala vojno z diplomacijo. Mirovni kongres, prvi te vrste v zgodovini, je namreč popolnoma izločil Atene iz Sicilije in proglasil bratstvo in sožitje med vsemi siciljoti, kot so se takrat imenovali prebivalci otoka. S tem je bil dosežen mir med Sirakuzo in Leontinijem, a v praksi je ta mir pomenil zmago Sirakužanov. Leontini je bilo namreč politično in socialno neurejeno in premalo samozavestno; za rešitev notranjih sporov so se njegovi prebivalci obrnili na sirakuške "izvedence" in ti so ukrepali v svoj prid. Po krvavih bitkah se je mesto predalo in zavezniki Sirakuze so poselili Leontini, kar je bil zgovoren poskus asimilacije. Mesto se je še dolgo upiralo in se večkrat zavezalo z nasprotniki Sirakuze, končno tudi s Kartažanom Hanibalom. Toda leta 214 pr. n. št. so Rimljani zavzeli mesto in o Leontiniju ni več zgodovinskih podatkov.